# Annals of Emergency Medicine
Annals of Emergency Medicine, abgekürzt Ann. Emerg. Med., ist eine wissenschaftliche Fachzeitschrift, die vom Elsevier-Verlag für das American College of Emergency Physicians (ACEP) veröffentlicht wird. Die Zeitschrift erscheint seit 1972 monatlich und umfasst Originalarbeiten, systematische Übersichtsarbeiten, Richtlinien für die notfallmedizinische Praxis, Fall- und Bildberichte und Kommentare, die sich mit notfallmedizinischen Themen befassen.
Mit einem Impact Factor von 4,285 im Jahr 2012 wird die Zeitschrift nach der Statistik des ISI Web of Knowledge an erster Stelle in der Kategorie Notfallmedizin geführt. In einer 2009 veröffentlichten Auflistung wurde die Zeitschrift zu den „100 einflussreichsten wissenschaftlichen Journalen aus der Biologie und Medizin“ gezählt.

## Trivia
Die Zeitschrift veröffentlichte zwei Beiträge, die später mit dem Ig-Nobelpreis ausgezeichnet wurden, einem satirischen Preis für wissenschaftliche Leistungen, die „Menschen zuerst zum Lachen, dann zum Nachdenken bringen“:
- 1994: Richard A. Gustafson von der University of Arizona, Health Sciences Center, für seine wohlbegründete Arbeit über das „Misslingen der Elektroschockbehandlung im Fall eines Klapperschlangenbisses“.[5]
- 2006: Francis M. Fesmire von der University of Tennessee, College of Medicine, für seinen medizinischen Fallbericht „Beendigung von unbehandelbarem Schluckauf durch rektale Fingermassage“.[6]